# Fenrich von Gjurgjenovac család

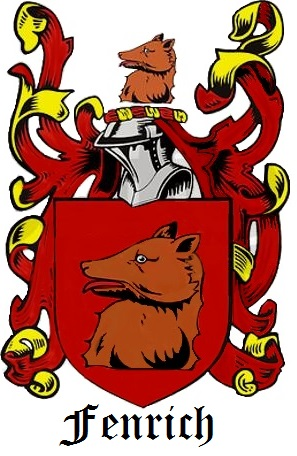
A Fenrich család címere

Fenrich von Gjurgjenovac arisztokrata család német eredettel. Egyes okiratokban Fenrich de Gjurgjenovac alakban szerepel, de Fendrich formával is találkozhatunk.

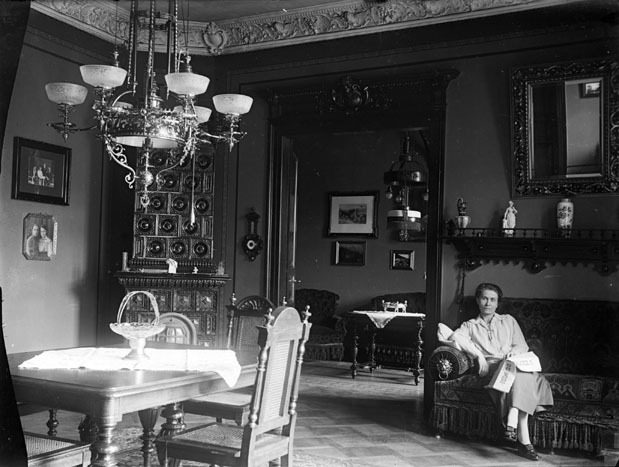
Fenrich-villa, Bingen (Németország)
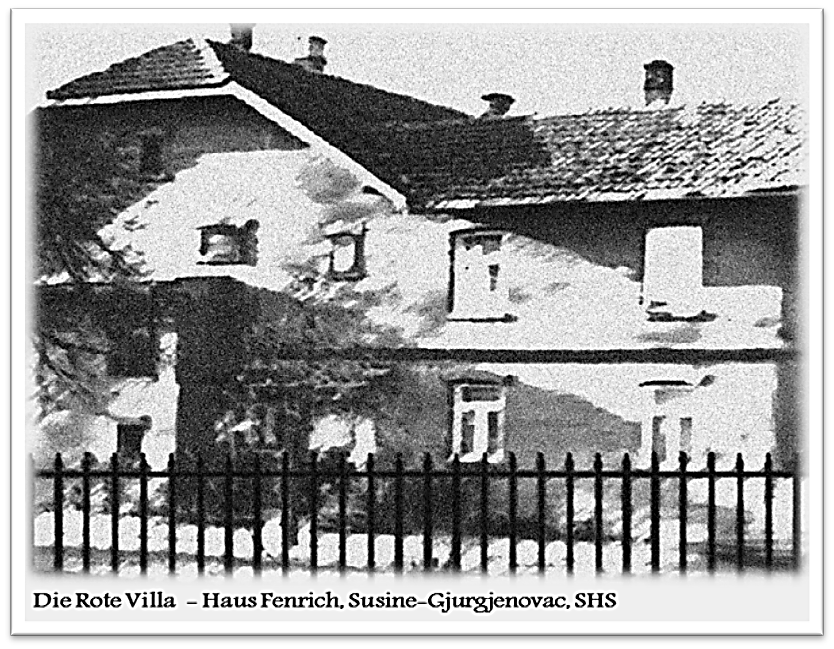
Fenrich–Kremer-villa, Gjurgjenovac (Horvátország)
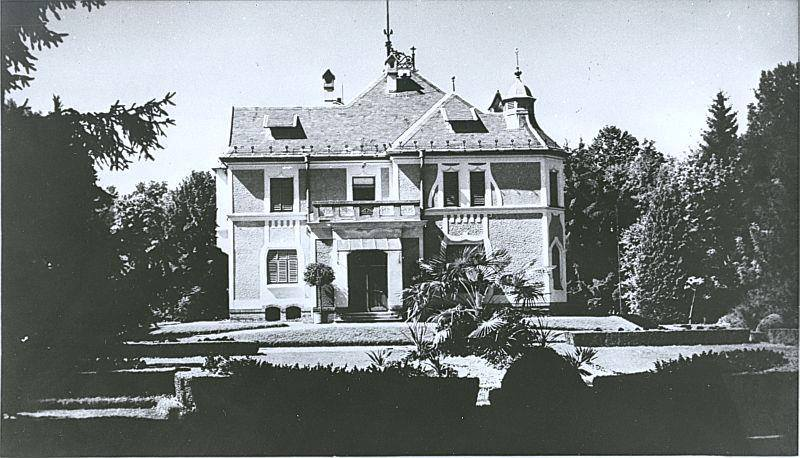
Neuschloß-villa, Gjurgjenovac